# Тимонін Михайло Олександрович
Михайло Олександрович Тимонін (8 жовтня 1914 року село Ачі, Шереметівського району, Татарської АРСР  — 13 січня 2000 року, Глухів Сумської області) — доктор технічних наук, професор.

## Біографія
Тимонін Михайло Олександрович народився в с. Ачі, Шереметівського району, Татарської АРСР сім'ї селянина. В 1937 році закінчив роітничий факультет. В 1938 році поступив у Костромський технічний інститут, але війна перешкодила навчанню. Брав участь у Другій світовій війні. В 1946 році закінчив Костромський текстильний інститут. 20 січня 1947 року Тимоніна М. О. прийняли на посаду молодшого наукового співробітника, який виконував обов'язки лаборанта механізації первинної обробки. З березня 1948 року Михайло Олександрович був аспірантом за фахом технологія первинної переробки луб'яних культур. У 1952 році Тимонин М. А. захистив дисертацію і отримав ступінь кандидата наук. З 1 січня 1953 працював старшим науковим співробітником лабораторії технології ВНДІ луб'яних культур. Працював у ВНДІ, Глухівському педагогічному інституті. Сфера наукових інтересів: стандартизація та якість текстильної сировини.

## Трудова діяльність
В 1951—1958 рр. працював старшим науковим співробітником. В 1959—1978 рр — заступником директора ВНДШ луб'яних культур з наукової роботи.
З 1979 до 1987 рр.працював завідувачем кафедри Глухівського педагогічного інституту. З 1987р працював старшим науковим співробітником -консультантом ВНДІ луб'яних культур (місто Глухів). З ініціативи доктора технічних наук, професора М. О. Тімоніна з 1950 року проводились наукові дослідження зі стандартизації луб'яноволокнистої сировини. У 1950 р. розроблений ГОСТ 6729-53 «Треста конопляна» згідно з яким якість трести конопель оцінювалась за результатами лабораторного визначення довжини і діаметру стебел, змісту і міцності волокна. М. О. Тимоніни була запропонована нова методика визначення довжини стебел, розривного навантаження, змісту волокна і їх діаметру, створені прилади СП- 20 і СП- 50 і МТМ-л. Під його керівництвом й безпосередньою участю були розроблені державні стандарти на продукцію конопель та кенафу, які базуються на використанні інструментальних методів аналізу сировини, що забезпечує зниження затрат часу і підвищує оперативність й об'єктивність оцінки.

## Досягнення
1971 — захистив дисертацію і отримав вчений ступінь доктора технічних наук.
1982 — присвоєно вчене звання професора

## Наукові праці
Тимонін Михайло Олександрович -автор ГОСТів на лубоволокнисту сировину та дванадцяти винаходів. Він написав 134 наукові праці, в тому числі:
- Конопля.- М., 1978; Справочник коноплевода.- К.1977.

## Нагороди
Нагороджений орденами Вітчизняної війни ІІ ступеню, «Знак пошани», медалями.